# 卡巴尔达-巴尔卡尔自治州
卡巴尔达-巴尔卡尔自治州是苏联卡巴尔达-巴尔卡尔地区的一个自治州。1921年卡巴尔达自治州成立，随后，1922年1月16日卡巴尔达-巴尔卡尔自治州成立。自1924年10月16日之后属于北高加索边疆区。
1936年12月5日，该自治州从北高加索边疆区分离，并且成立了卡巴尔达-巴尔卡尔苏维埃社会主义自治共和国。